# Paul Uhle (Archivar)
Paul Bernhard Uhle (* 24. September 1856; † 8. Oktober 1930) war ein deutscher Pädagoge und Archivar.

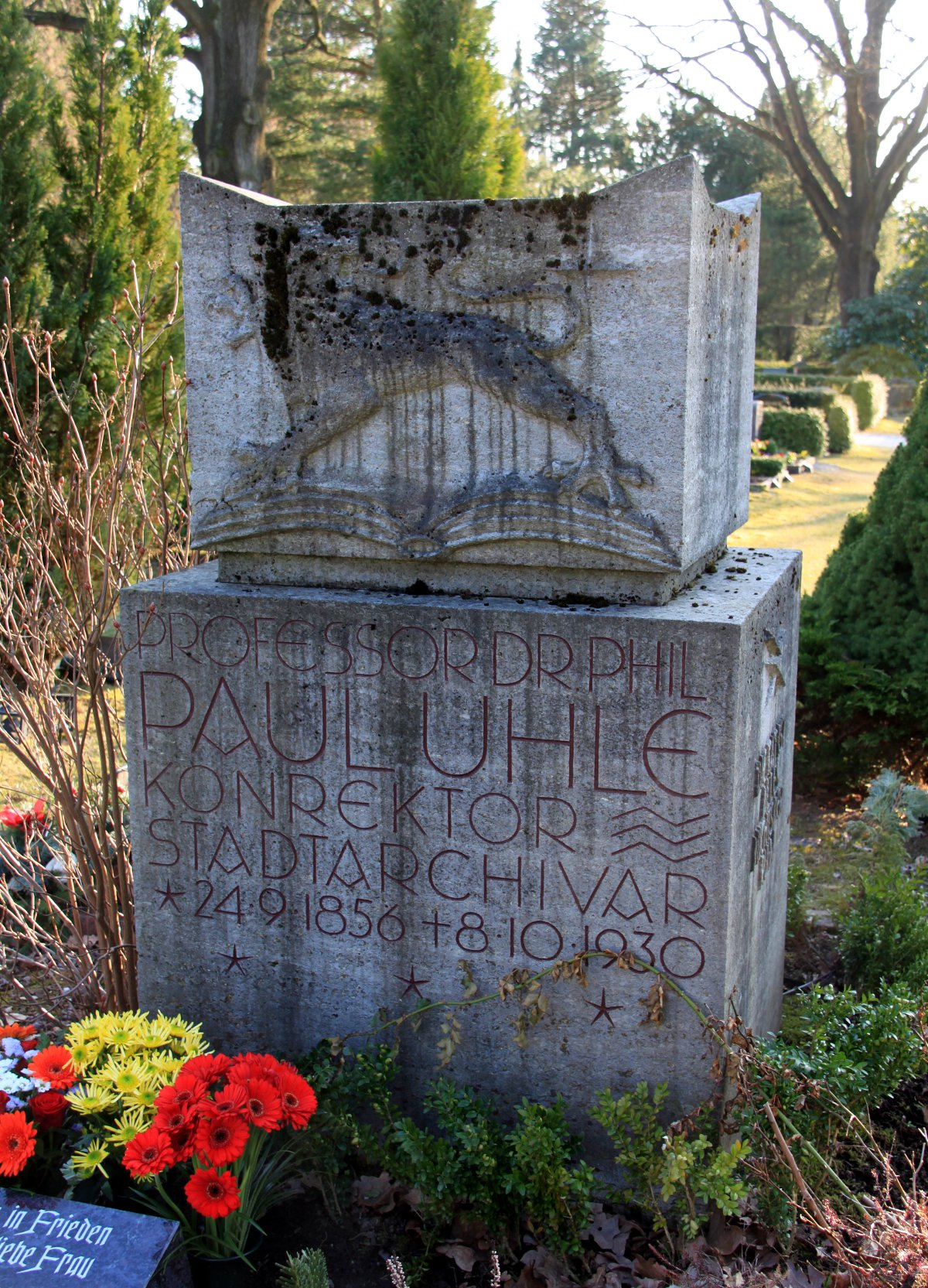
Grab von Paul Uhle auf dem Städtischen Friedhof Chemnitz

## Leben und Werk
Uhle war ab 1880 Lehrer an der Chemnitzer Realschule, dem späteren Realgymnasium, was, wie üblich, mit dem Titel Professor verbunden war. Zuletzt war er Konrektor der Schule. 1886 wurde er an der Universität Leipzig zur Thematik Quaestiones de orationum Demostheni falso addictarum scriptoribus (Fragen zu den Reden von Demosthenes werden fälschlicherweise den Autoren zugeschrieben) promoviert. Ab 1886 war er Mitglied des Vorstands und dann Vorsitzender des Vereins für Chemnitzer Stadtgeschichte und nebenamtlich  ab 1901 Stadtarchivar und bis 1904 Betreuer der Stadtbibliothek. Uhle war Autor und Herausgeber vor allem historischer und lokalhistorischer Literatur.
Sein Grab befindet sich auf dem Städtischen Friedhof Chemnitz.

## Darstellung Uhles in der bildenden Kunst
- Rudolf Pleissner: Bildnis Prof. Dr. phil. Paul Uhle (1926, Öl auf Leinwand, 69,7 × 56,2 cm; Kunstsammlungen am Theaterplatz, Chemnitz)[1]

## Publikationen Uhles (unvollständig)

### Als Autor
- Die Helden Roms. Plutarchs Lebensbeschreibungen großer Helden Griechenlands und Roms. II. Band. Als eine Geschichte der Griechen und Römer in Lebensbeschreibungen für Schule und Haus. Teubner, Leipzig, 1890
- Festschrift zum 750jährigen Jubiläum der Stadt Chemnitz, 1893
- Schiller im Urteil Goethes. Teubner, Leipzig und Berlin, 1910
- Chemnitz im Weltkrieg (1919)
- Geschichte von Chemnitz im Mittelalter (1922)

### Als Herausgeber
- Aus der Väter Zeit. Chemnitzer Erzählungen, Erinnerungen und Kriegstagebücher. H. Thümmlers Verlag, Chemnitz, 1922